# 馬林斯凱
46°59′36″N 33°52′39″E / 46.99333°N 33.87750°E
馬林斯凯（烏克蘭語：Маринське）是位於烏克蘭南部的村莊，由赫爾松州卡霍夫卡區的霍爾諾斯塔伊夫卡市鎮負責管轄。該村始建於1869年，面積33平方公里，海拔高度74米，2001年人口512，人口密度每平方公里15.5人。